# ریتاکوبا بلانکو
ریتاکوبا بلانکو (به اسپانیایی: Ritacuba Blanco) یک کوه در کلمبیا است که در بخش بویاکا واقع شده‌است. ریتاکوبا بلانکو ۵٬۴۱۰ متر بالاتر از سطح دریا واقع شده‌است.